# Bolbosoma brevicolle
Bolbosoma brevicolle es una especie de acantocéfalo del género Bolbosoma, familia Polymorphidae. Fue descrita por Malm en 1867 como Echinorhynchus brevicollis, siendo descrita como dentro de Bolbosoma por Porta en 1908. Se encuentra en la Antártida, el océano Austral, el océano Atlántico norte, África Oriental y la Bahía de Saldanha.